# Niewinnikowo
Niewinnikowo (ros. Невинниково) – wieś w Rosji, w rejonie wołogodzkim obwodu wołogodzkiego. W 2010 r. liczyła 1 mieszkańca.